# Belisario Acquaviva
Belisario Acquaviva (1464 – Napoli, 24 luglio 1528) è stato un condottiero e letterato italiano, 1º duca di Nardò e 14º conte di Conversano.

## Biografia
Era il figlio secondogenito di Giulio Antonio, 7º duca di Atri, e di Caterina Orsini del Balzo, figlia del principe di Taranto Giovanni Antonio. Insieme con il fratello maggiore Andrea Matteo, fu uomo politico e condottiero, godendo anche nello stesso tempo di grande fama di letterato ed incarnando quindi il modello rinascimentale di principe umanista.
Inizialmente fu creato conte di Conversano da re del Regno di Napoli Ferrante d'Aragona, che aveva sottratto questo feudo ad Andrea Matteo. Riconciliatosi il fratello col re aragonese dopo la congiura dei baroni, riebbe Conversano; Belisario fu compensato nel 1497 da Federico I d'Aragona con la nomina a 1º conte di Nardò, dopo la confisca di questo feudo ad Angilberto del Balzo che aveva cospirato contro il re. Il titolo mutò poi in quello di marchese e finalmente nel 1516, per volere di Carlo V d'Asburgo, in duca, come riconoscimento per la fedeltà sempre mantenuta da Belisario, dopo la fine della dinastia aragonese, per la monarchia spagnola.
A Nardò riabbellì notevolmente la città a livello architettonico, rifece strade e scuole, favorì accademie e pubbliche istituzioni, fondandovi l'Accademia del Lauro sul modello dell'Accademia Pontaniana, alla quale apparteneva con il fratello. Nonostante le notevoli qualità, rimase comunque un oppressore e un despota per i neretini e fece salire sul soglio episcopale Giacomo Antonio, suo figlio naturale.
Dopo il 1507 abbandonò del tutto le vicende politiche e militari e si dedicò all'attività letteraria. Tra le sue opere restano, tra l'altro, quattro piccoli trattati, nei quali tracciava un programma di educazione di un principe, editi poi a Napoli presso "Ioannes Pasquet de Sallo" nel 1519.
Morì di peste a Napoli il 24 luglio 1528 e fu sepolto nella chiesa di Sant'Antonio de' Zoccoli a Nardò.

## Discendenza
Belisario Acquaviva si sposò con Sveva Sanseverino, figlia di Gerolamo Sanseverino, 2º principe di Bisignano, e di Vannella Gaetani dell'Aquila d'Aragona. La coppia ebbe i seguenti figli:
1. Andreana († 1568), andata in sposa a Ferrante Castriota Scanderbeg, 1º duca di Galatina;
2. Antonia, la quale sposò nel 1524 Giambattista della Marra, 3° signore di Montemarano;
3. Giovanni Bernardino († Nardò, 25 agosto 1541), 2º duca di Nardò dal 1528, patrizio napoletano e condottiero al servizio dell'Imperatore Carlo V d'Asburgo.

Ebbe inoltre un figlio naturale, Giacomo Antonio.